# Теория на суперструните
Теория на суперструните (още може да се срещне и като суперструнна теория) е теория, която прави опит да обедини всички частици и фундаментални сили в природата в една теория, моделираща ги като трептенията на микроскопични суперсиметрични струни. Разглеждана е като една от най-обещаващите кандидат-теории на квантовата гравитация. Суперструнната теория е съкращение от „суперсиметрична струнна теория", защото противоположно на бозонната струнна теория, тя е версия на струнната теория, обединяваща фермионите и суперсиметрията.
Най-големият проблем на теоретичната физика е обединяването на Общата теория на относителността, която обяснява гравитацията и се отнася до големи структури (звезди, галактики, галактични свръхкупове) с квантовата механика, която обяснява другите три фундаментални сили, действащи на микроскопично ниво – електромагнетизъм, силно ядрено взаимодействие и слабо ядрено взаимодействие.
Развитието на квантовата теория на полето често води до сингулярности (безкрайности), които се отхвърлят като не-физични решения. Физиците развиват математически техники (пренормировка), за да елиминират тези безкрайности, които работят добре при електромагнитното, силното ядрено взаимодействие и слабото ядрено взаимодействие, но не и при гравитацията. По този начин развитието на теория на квантовата гравитация трябва да стане чрез различни средства от тези използвани за другите сили.
Основната идея е, че фундаменталните съставни части на реалността са струни с дължината на Планк {\displaystyle l_{P}={\sqrt {\frac {\hbar G}{c^{3}}}}} (около 10−35 м), които трептят в резонансни честоти. Силата на разтягане на тези струни (8,9х1042 нютона) е около 1040 пъти силата на разтягане на средна струна на пиано (735 нютона). Гравитонът (частица-носител на гравитационните сили) например, е предвидено от теорията да бъде струна с амплитуда на трептене равна на нула.
Сингулярностите са избегнати, защото наблюдаемите последствия от Големия срив (свиване на Вселената) никога не достигат нулев размер. Всъщност, ако Вселената започне процес от типа на „Големия срив“, струнната теория предрича, че Вселената не може да стане по-малка от размера на струна като в този момент би започнала да се разширява.

## Допълнителни измерения
В нашето физическо пространство са наблюдавани само четири големи измерения и физичната теория трябва да има това предвид, но нищо не пречи на една теория да разглежда повече от четири измерения. В случая съгласуваността на теорията изисква пространство-времето да има според различните струнни теории 10, 11 или 26 измерения. Конфликтът между наблюдение и теория е решен предполагайки, че ненаблюдаваните измерения са т.нар. компактни измерения (те са толкова малки, че са недостъпни за наблюдение).
Човешкият ум познава триизмерното пространство и трудно може да си представи дори и четвърто пространствено измерение, а още по-малко по-високи. Но дори в това състояние ние виждаме само 2+1 измерения; зрението в три измерения би позволило да се виждат едновременно всички страни (с изключение на вътрешната) на обекта. Един начин за справяне с това ограничение е не опитът да се видят големите измерения като цяло, а просто да се мисли за тях като допълнителни числа в уравненията, които описват начина, по който е устроен светът. Това поставя въпроса дали тези „допълнителни числа“ могат да бъдат изследвани директно в някакъв експеримент (който трябва да покаже на учените различни резултати в 1, 2 или 2+1 измерения). Някои скептици повдигат въпроса дали моделите, които се осланят на подобно абстрактно моделиране (и потенциално невъзможно огромна експериментална апаратура), могат да бъдат разглеждани като „научни“. 6-измерните Калаби-Яу многообразия могат да дадат обяснение за допълнителните измерения изисквани от суперструнната теория.
Суперструнната теория не е първата теория предполагаща допълнителни пространствени измерения. Модерната струнна теория се опира на съвременна математика и топология, които се развиват мащабно след Калуза и Клайн и правят физическите теории, опиращи се на допълнителни измерения по-правдоподобни.

## Брой на суперструнните теории
Физиците теоретици са затруднени от съществуването на пет самостоятелни суперструнни теории. Този проблем намира решение при втората суперструнна революция през 1990-те, при което петте суперструнни теории се оказват гранични случаи на една основна теория: М-теорията.
| Струнни теории | Струнни теории                    | Струнни теории |
| Тип            | Измерения на пространство-времето | Подробности |
| -------------- | --------------------------------- | --- |
| Бозонна        | 26                                | Само бозони, никакви фермиони означава само сили, няма материя, с отворени и затворени струни; основен недостатък: частица с имагинерна маса, наречена тахион |
| I              | 10                                | Суперсиметрия между силите и материята с отворени и затворени струни, без тахиони, груповата симетрия е SO(32)                                                |
| IIA            | 10                                | Суперсиметрия между силите и материята само със затворени струни, без тахиони, безмасови фермиони, ахирална                                                   |
| IIВ            | 10                                | Суперсиметрия между силите и материята само със затворени струни, без тахиони, безмасови фермиони, хирална                                                    |
| HO             | 10                                | Суперсиметрия между силите и материята само със затворени струни, без тахиони, heterotic, груповата симетрия е SO(32)                                         |
| HE             | 10                                | Суперсиметрия между силите и материята, само със затворени струни, без тахиони, heterotic, груповата симетрия е E8×E8                                         |

Петте последователни суперструнни теории са:
- Тип 1 струна има една суперсиметрия в десет измерен смисъл (16 суперзаряда). Тази теория се основава на неориентирани отворени и затворени струни, докато останалите теории се основават на ориентирани затворени струни.
- Тип 2 струна има две суперсиметрии в десет измерен смисъл (32 суперзаряда). Има два вида тип 2 струни наречени тип IIА и тип IIВ. Те се различават главно по факта, че IIА теорията е ахирална (симетрията е запазена) докато IIВ теорията е хирална (симетрията е нарушена).
- Heterotic струнните теории се основават на специален хибрид на тип 1 суперструни и бозонни струни. Има два вида heterotic струни, различаващи се по техните десет-измерни калибровъчни групи: heterotic E8xE8 струни и heterotic SO(32) струни. (Името heterotic SO(32) е малко неточно, тъй като измежду SO(32) групи на Ли, струнната теория използва коефициент Спин(32)/Z2, който не е еквивалентен на SO(32).